# Dirk Konzer
Dirk Konzer (* 26. März 1968) war Fußballspieler bei der BSG Stahl Eisenhüttenstadt, für die er 1989 kurzzeitig in der DDR-Oberliga, der höchsten Spielklasse des DDR-Fußball-Verbandes, spielte.

## Sportliche Laufbahn
Im Alter von 15 Jahren schloss sich Konzer 1983 der Fußballnachwuchs-Abteilung der Betriebssportgemeinschaft (BSG) Stahl Eisenhüttenstadt an. Nachdem er seine Schulausbildung abgeschlossen hatte, absolvierte er eine Schlosserlehre. Gerade dem Juniorenalter entwachsen, bestritt er in der Saison 1986/87 bereits sein erstes Spiel für die BSG Stahl in der zweitklassigen DDR-Liga. Für die Spielzeit 1987/88 wurde Konzer offiziell für die DDR-Ligamannschaft als Abwehrspieler nominiert und kam in den 34 Punktspielen zwölfmal zum Einsatz. Auch in der Saison 1988/89 gehörte der 1,76 m Konzer wieder als Verteidiger zum DDR-Liga-Kollektiv, konnte sich als 20-Jähriger aber noch nicht in die Stammelf spielen. Es reichte nur zu 15 Punktspieleinsätzen, aber er konnte ein Tor erzielen.
Die Saison 1988/89 schloss Stahl Eisenhüttenstadt überraschend als Aufsteiger in die DDR-Oberliga ab. Konzer gehörte mit zum Oberliga-Aufgebot, musste aber bis zum neunten Spieltag auf seinen ersten Oberligaeinsatz warten. In der Begegnung Stahl Eisenhüttenstadt – Hansa Rostock (1:1) am 28. Oktober 1989 setzte ihn Trainer Günter Reinke über 90 Minuten als linken Außenstürmer ein. In den folgenden zwei Oberligaspielen bestritt Konzer nur noch zwei Kurzeinsätze als Einwechselspieler, danach war seine Oberligakarriere bereits beendet. 1990 verließ Konzer Stahl Eisenhüttenstadt, wo er insgesamt 31 Punktspiele absolviert und dabei ein Tor erzielt hatte.
1990 und 1991 spielte Konzer für den SV Preußen Frankfurt in der damals viertklassigen Verbandsliga Brandenburg. Zur Saison 1991/92 schloss er sich dem drittklassigen Amateur-Oberligisten Frankfurter FC Viktoria an. Nachdem er seine Laufbahn als Leistungssportler beendet hatte, spielte er bis 2006 viele Jahre beim Kreisligisten SV Blau-Weiß Turbine Lebus und half zwischendurch für einige Spiele auch noch einmal beim Eisenhüttenstädter FC Stahl, dem Nachfolger der früheren BSG Stahl, aus. Noch 2011 spielte er in der Ü-35-Mannschaft des Frankfurter FC Viktoria mit.